# Robert Schmuki

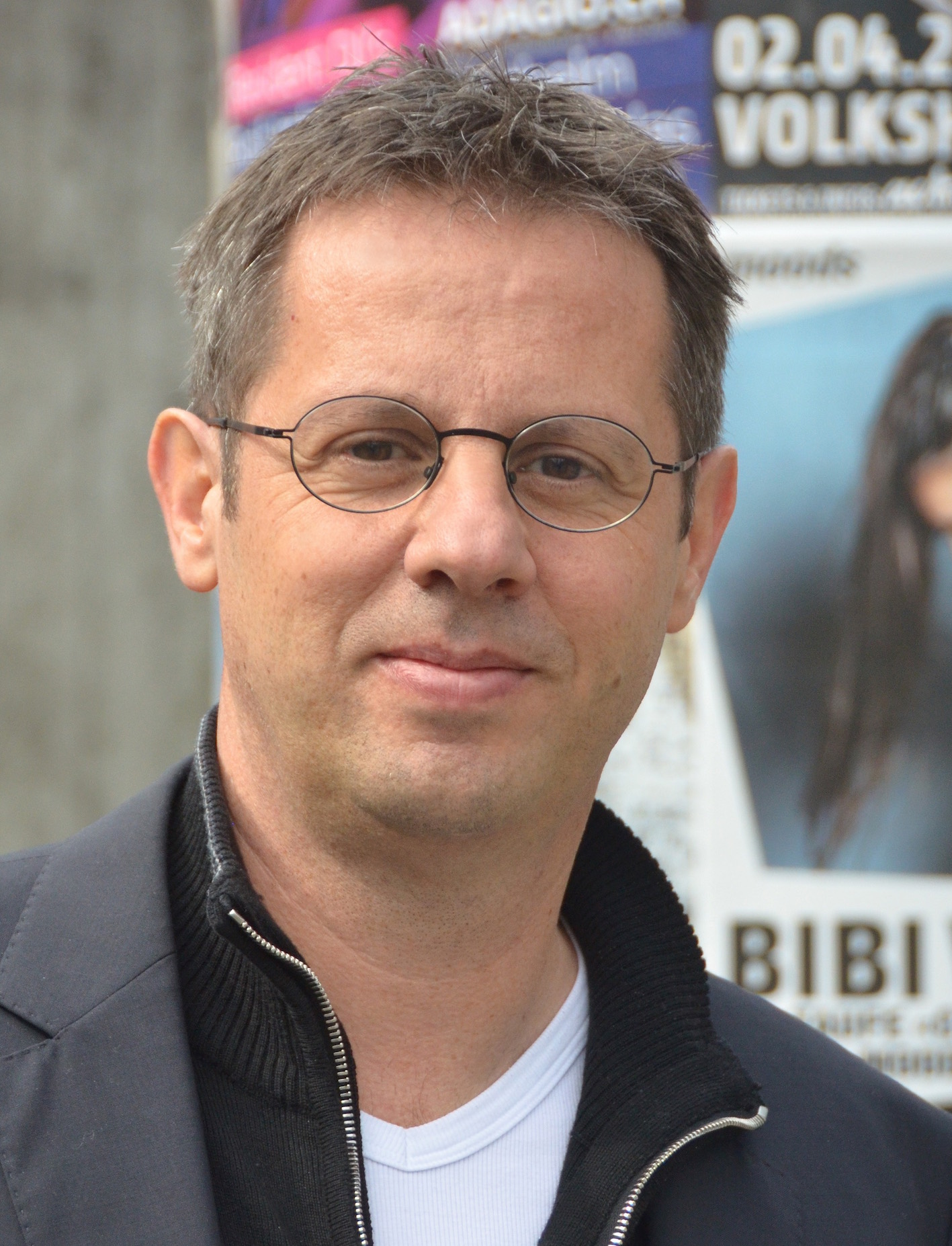
Robert Schmuki, 2014

Robert Schmuki (* 16. Juli 1963 in Zürich) ist ein Schweizer Unternehmer im Non-Profit-Bereich (Social Entrepreneur). Er ist insbesondere für die Entwicklung von Projekten zur Kinder- und Jugendförderung bekannt und war Gründer der Stiftung IdéeSport, einer der wichtigen Anbieter offener Kinder- und Jugendarbeit in der Schweiz.

## Leben, Ausbildung und Beruf
Robert Schmuki wuchs in Zürich-Schwamendingen auf und absolvierte die mathematisch-naturwissenschaftliche Matura am Gymnasium Rämibühl. In seiner Jugend war er im Sport aktiv und wurde mit den Grasshoppers Zürich Jugend-Schweizermeister im Fussball. Nach einer schweren Verletzung wechselte er zum Basketball, wo er bis 1997 als Spieler, Trainer und Coach in der nationalen Liga tätig war. Er agierte zudem als Verbandsinstruktor und Auswahltrainer des Schweizerischen Basketballverbandes und war Experte bei Jugend & Sport.
An der Universität Zürich studierte er zuerst Geschichte, wechselte später an die Architekturabteilung der ETH Zürich, an der er 1995 als Architekt und Stadtplaner diplomierte. Ab 1995 widmete er sich beruflich als selbständiger Architekt vor allem der Stadt- und Quartierentwicklung.
Im Rahmen der Fragestellung, wie Treffpunkte für Jugendliche in Stadtquartieren entstehen können, übernahm er die Idee des Midnight Basketballs, das ab 1986 von G. Van Standifer in Maryland, USA entwickelt worden war, und passte diese den Schweizer Gegebenheiten als offene Sporttreffpunkte für Jugendliche an. Die erst nur für Jugendliche gedachten Angebote erweiterte er mit dem Programm Open Sunday ab 2006 für Kinder und mit Mini Move ab 2011 für Kleinkinder. Das Konzept des Open Sundays wurde ab 2014 in Deutschland übernommen.
Ab 2002 baute Schmuki für die Umsetzung der Kinder- und Jugendprogramme die Förderorganisation Midnight Projekte Schweiz auf. Hauptsitz war Uster ZH. Realisationsbüros in Luzern (2006), Basel (2006), Bern (2008), Lausanne (2009), Bellinzona (2009) und St. Gallen (2010) wurden geschaffen.
2010 gründete Schmuki als Nachfolgeorganisation des Fördervereins die Stiftung IdéeSport in Bern, mit 2014 rund 190 Mitarbeitenden (48 Vollstellen) und einem Umsatzvolumen von 5.42 Mio. CHF. Die Stiftung führt heute (Stand Sommer 2024) Kinder- und Jugendprojekte in 184 Gemeinden in 20 Kantonen der Schweiz mit rund 160'000 Teilnahmen. Die Stiftung ist damit einer der grössten Anbieter offener Kinder- und Jugendarbeit in der Schweiz.
2014 trat Schmuki von seinen Leitungsaufgaben in der Stiftung IdéeSport zurück und wechselte als Direktor zum Schweizer Kinderhilfswerk Pro Juventute. Mitte 2016 beendete er dieses Mandat und engagierte sich bis 2021 im Center for Philanthropy Studies der Universität Basel in der Forschung und Weiterbildung der Gemeinnützigen Arbeit. 2021 gründete er ein Spin-off-Unternehmen der Universität Basel im Philanthropie-Bereich, für das er aktuell tätig ist.
Robert Schmuki ist verheiratet und lebt in Zürich und Basel.

## Auszeichnungen
Auszeichnungen für die fachlich/inhaltliche Arbeit
- 2022 Adele-Duttweiler-Preis
- 2013 Albert Koechlin Anerkennungspreis[7]
- 2012 Pestalozzipreis[8]
- 2010 Jugendpreis der Stadt Winterthur[9]
- 2009 Integrations-Förderpreis der Stadt Bern[10]
- 2005 Auszeichnung der Internationalen Bodensee-Konferenz CH, D, A, FL

Auszeichnungen persönlich
- 2016 Preis der Landis & Gyr-Stiftung[11]
- 2009 Menschenwürde-Preis der Tertianum-Stiftung[12]
- 2009 Nomination Social Entrepreneur of the Year Switzerland, Schwab-Foundation
- 2004 „Der andere Sportpreis“ des Kantons Zürich[13]

## Publikationen
- Kathrin Frey, Robert Schmuki: Advocacy - die gesellschaftspolitische Arbeit von Nonprofit-Organisationen und Förderstiftungen. CEPS Forschung & Praxis, Basel 2021, ISBN 978-3-9525428-2-8
- Sophie Hersberger-Langloh, Robert Schmuki: Strategische Marktentwicklung für Nonprofit-Organisationen. CEPS Forschung & Praxis, Basel 2021, ISBN 978-3-9525428-3-5